# Deepend
Falco van den Aker, professioneel bekend onder de naam Deepend, is een Nederlandse dj-producent. Hij verkreeg internationale bekendheid na zijn remix van Matt Simons' nummer "Catch & Release" dat een nummer-1 positie in vijf verschillende landen en de European Airplay hitlijst behaalde. 
De naam Deepend staat voor de ware afhankelijkheid van muziek en het diep gewortelde verlangen om hun muziek naar het volgende niveau te verheffen. Hun karakteristieke handelsmerk wordt ook bepaald door het gebruik van deep sounds.
Van den Aker werkt binnen Deepend vaak samen met Bob van Ratingen, een vriend met wie hij al sinds zijn jeugd muziek maakt.
In 2013 werden de bootlegs van Deepend voor meer dan een half miljoen keer afgepeeld en ontvingen zij steun van andere bekenden vanuit de muziekwereld waaronder Robin Schulz, Bakermat en populaire radiostations zoals Ibiza Global Radio en NPO 3FM. Naast hun bootlegs, heeft Deepend een verscheidenheid aan eigen tracks gecreëerd met hun eigen distinctieve groovy 'Deepend' sound. 

## Discografie

### Singles
| Titel                                                                                      | Jaar | Hitlijsten | Hitlijsten | Hitlijsten | Hitlijsten | Certifications                                | Album  |
| Titel                                                                                      | Jaar | NL         | BE         | DE         | SE         | Certifications                                | Album  |
| ------------------------------------------------------------------------------------------ | ---- | ---------- | ---------- | ---------- | ---------- | --------------------------------------------- | ------ |
| "LCD" (met Lauren)                                                                         | 2012 | —          | —          | —          | —          |                                               | n.v.t. |
| "Turn It Back" (met Phable)                                                                | 2014 | —          | —          | —          | —          |                                               | n.v.t. |
| "Catch & Release (Deepend Remix)" (met Matt Simons)                                        | 2015 | 5          | 1          | 1          | 47         | - BEA: Platinum - BVMI: Platinum - FIMI: Gold | n.v.t. |
| "I'm Just a Skipping Stone" (met Claire Guerreso)                                          | 2016 | —          | 2          | —          | —          |                                               | n.v.t. |
| "I'm Intoxicated"                                                                          | 2016 | —          | —          | —          | —          |                                               | n.v.t. |
| "Runaways" (met Sam Feldt & Teemu)                                                         | 2016 | —          | 17         | —          | 89         |                                               | n.v.t. |
| "Every Little Thing" (met Deb's Daughter)                                                  | 2017 | —          | —          | —          | —          |                                               | n.v.t. |
| "Woke Up in Bangkok" (met Younotus & Martin Gallop)                                        | 2018 | —          | —          | —          | 48         |                                               | n.v.t. |
| "Could Be Love" (met Joe Killington)                                                       | 2018 | —          | —          | —          | 82         |                                               | n.v.t. |
| "Only Love"                                                                                | —    | —          | —          | —          | —          |                                               | n.v.t. |
| "One Thing Left To Do"                                                                     | 2019 | —          | —          | —          | —          |                                               | n.v.t. |
| "—" duidt een opname die niet in de hitlijsten voorkomt of niet is uitgegeven in dat land. |      |            |            |            |            |                                               |        |

### Remixes
| Jaar | Titel                               | Originele artiest(en)      |
| ---- | ----------------------------------- | -------------------------- |
| 2012 | "Need U" (Deepend Ibiza Sunset Mix) | Funkda                     |
| 2014 | When You Call (Deepend Remix)       | July Child                 |
| 2015 | Catch & Release                     | Matt Simons                |
| 2015 | Anymore (Deepend Remix)             | Alphabet (met Arc)         |
| 2015 | Solid Ground (Deepend Remix)        | Alex Vargas                |
| 2015 | Dream (Deepend Remix)               | Autograf                   |
| 2016 | Heatwave (Deepend Remix)            | Robin Schulz (met Akon)    |
| 2016 | I Hate U, I Love U (Deepend Remix)  | Gnash (met Olivia O'Brien) |
| 2018 | Fading (Deepend Remix)              | Alle Farben (met Ilira)    |
| 2018 | Viens on s'aime (Deepend Remix)     | Slimane                    |
| 2019 | So am I (Deepend Remix)             | Ava Max                    |